# Trần Kim Tuyến
Trần Kim Tuyến (1925–1995) nguyên là Giám đốc Sở Nghiên cứu Chính trị và xã hội Phủ tổng thống, thực chất là người chỉ huy hệ thống an ninh mật vụ của nền Đệ Nhất cộng hòa Việt Nam trong suốt giai đoạn 1956–1963.

## Thân thế
Ông sinh năm 1925, xóm 4, Nga Điền, Nga Sơn tỉnh Thanh Hóa, Việt Nam, xuất thân từ một gia đình Công giáo. Thời trẻ, ông học ở Tiểu Chủng viện Thanh Hóa. Năm 1943, ông ra Hà Nội thi Tú tài I và theo học một khóa triết học ngắn hạn ở một đại chủng viện. Sau khi tốt nghiệp tú tài, ông về Thanh Hóa dạy học trong một trường dòng.
Năm 1946, khi còn là học sinh, Tuyến biết đến gia đình họ Ngô một cách tình cờ. Người cố vấn tương lai của ông, Ngô Đình Nhu muốn đi từ Hà Nội đến một khu vực Công giáo gần biên giới với Lào và cần một người hướng dẫn. Một linh mục Công giáo đã yêu cầu Tuyến dẫn đường trên một chiếc xe đạp trong khi Nhu đi theo trong một chiếc xích lô có mái che để trốn tránh sự chú ý của thực dân Pháp và Việt Minh.
Năm 1949, ông lên Hà Nội ghi danh vào học cả hai trường Luật và Y Khoa của Viện Đại học Đông Dương. Ông tốt nghiệp ngành Luật năm 1952. Về trường Y thì chưa học xong thì có lệnh động viên ông cùng với 6 sinh viên khác được chuyển sang trường Quân y và ông cũng tốt nghiệp khóa đầu tiên vào năm 1954 với cấp bậc trung úy (tương đương y sĩ). Một số người cho rằng vì việc này đã gây ra sự ngộ nhận về chức danh "bác sĩ" của ông, vì thực sự ông chưa tốt nghiệp Đại học Y khoa chính thức và cũng chưa hành nghề y bao giờ.

## Hoạt động chính trị
Năm 1954, khi Ngô Đình Diệm về nước, nắm quyền Thủ tướng Quốc gia Việt Nam, Ngô Đình Nhu đã lập ra đảng Cần lao – Nhân vị để làm lực lượng chính trị hậu thuẫn. Trần Kim Tuyến đã gia nhập đảng Cần lao và trở thành người thân tín của Ngô Đình Nhu. Sau khi nền Đệ Nhất Cộng hòa Việt Nam được thành lập năm 1955, ông được giao chức vụ Giám đốc Sở Nghiên cứu Chính trị Xã hội trực thuộc Phủ Tổng thống, thường được gọi ngắn là Sở Nghiên cứu Chính trị và có tên gọi tắt là Phòng 4. Thực chất, đây là một trung tâm tình báo chiến lược, đặt dưới sự chỉ huy trực tiếp của Cố vấn chính trị Ngô Đình Nhu, với nhiệm vụ trấn áp các phe phái đối lập để bảo vệ chế độ, chỉ huy toàn bộ các nhóm tình báo, mật vụ, cảnh sát đặc biệt và phần nào kiểm soát các đơn vị đặc nhiệm chống đảo chính. Trần Kim Tuyến trở thành một trong những nhân vật có quyền lực cao nhất của nền Đệ Nhất Cộng hòa.
Sau cuộc đảo chính 11 tháng 11 năm 1960, tuy âm mưu thất bại, nhưng Trần Kim Tuyến cũng bị thất sủng do bị quy trách nhiệm không dự báo trước được cuộc đảo chính. Do đó ông tỏ ra bất mãn và thiên về hướng đối lập. Theo thông tin khác, trong cuộc phỏng vấn của ông Lâm Lễ Trinh với ông Huỳnh văn Lang thì một số người làm việc cho Tuyến lạm dụng quyền hành trong việc thầu sổ số mà có liên hệ đến mẹ vợ của ông Huỳnh văn Lang, ông Lang vào gặp ông Diệm để trình bày ngọn nguồn, sau đó ông Huỳnh Văn Lang mất chức. Năm 1961, Đoàn Công tác Đặc biệt Miền Trung và lực lượng cảnh sát đặc biệt được sáp nhập vào Tổng nha cảnh sát. Các đơn vị đặc nhiệm chống đảo chính được tổ chức thành Lữ đoàn liên binh phòng vệ Phủ Tổng thống và chịu sự điều động của Bộ Quốc phòng. Sở Nghiên cứu chính trị bị thu hẹp quyền lực. Trong thời gian này, Trần Kim Tuyến đã có những liên hệ với các nhóm đối lập và các nhóm tình báo nước ngoài, đặc biệt là cơ quan tình báo Anh.
Ngày 27 tháng 2 năm 1962, hai phi công Nguyễn Văn Cử và Phạm Phú Quốc ném bom Dinh Độc Lập. Sở Nghiên cứu chính trị một lần nữa bị quy trách nhiệm về việc không dự báo được cuộc ném bom này và người chịu trách nhiệm chính là Giám đốc Trần Kim Tuyến. Sở Nghiên cứu chính trị bị Tổng thống Diệm âm thầm ra quyết định giải thể. Trần Kim Tuyến bị ngưng chức Giám đốc. Trung tá Đường, chánh văn phòng Cố vấn Ngô Đình Nhu, được giao tạm quyền. Đầu tháng 9 năm 1963, ông nhận được quyết định của Tổng thống Ngô Đình Diệm cử ông làm Đại sứ Việt Nam Cộng Hòa tại Ai Cập. Tuy nhiên, khi đến Cairo thì nhận được tin chính phủ Ai Cập đã công nhận chính phủ Việt Nam Dân chủ Cộng hòa, vì vậy phía Việt Nam Cộng hòa tuyên bố không thừa nhận bang giao trên cấp Tổng lãnh sự. Trên đường trở về nước, khi quá cảnh tại Hồng Kông, Trần Kim Tuyến đã xin tị nạn chính trị và từ chức Tổng lãnh sự. Từ đó ông bắt đầu sống cuộc sống lưu vong lần thứ nhất.

## Sự nghiệp cầm bút
Sau đảo chính 1 tháng 11 năm 1963, Trần Kim Tuyến trở về Sài Gòn. Tuy nhiên, chính quyền mới không trọng dụng ông vì quá khứ liên hệ quá chặt chẽ với chế độ Ngô Đình Diệm. Trần Kim Tuyến chuyển sang viết báo cho nhật báo Xây dựng, và là cây bút bình luận của nhật báo Chính Luận dưới các bút danh Thảo Lư và Lương Khải Minh trong suốt gian đoạn 1964–1975. Năm 1971, ông cùng với giáo sư Cao Thế Dung xuất bản bút ký "Làm thế nào để giết một tổng thống" dưới bút danh Lương Khải Minh.

## Sau năm 1975
Ngày 30 tháng 4 năm 1975, trên đường chạy đến Tòa Đại sứ Pháp xin tỵ nạn, Trần Kim Tuyến được một phóng viên báo ngoại quốc giúp đỡ. Trớ trêu thay, người đó chính là tình báo viên chiến lược của đối phương: Phạm Xuân Ẩn. Trước đó, đầu năm 1963, Trần Kim Tuyến cũng đã có liên hệ với một sĩ quan quân đội để làm đảo chính. Người đó cũng lại là một tình báo viên chiến lược của đối phương: Trung tá Phạm Ngọc Thảo. Hai lần biến cố của Trần Kim Tuyến đều có liên quan đến người của "phía bên kia".
Sau khi đào thoát khỏi Việt Nam, Trần Kim Tuyến và gia đình sang tỵ nạn tại Anh Quốc và sống thầm lặng tại đó.
Ông mất ngày 23 tháng 7 năm 1995 tại Cambridge, Anh.

## Tranh cãi
Theo lời kể của Thiếu tướng tình báo Đặng Trần Đức, năm 1956, Mỹ cấp cho Sở Nghiên cứu chính trị xã hội (Phòng 4) 50 triệu đồng (tiền Sài Gòn lúc đó) để tổ chức biệt kích đánh phá miền Bắc. Biệt kích thì chọn những người công giáo di cư, hầu hết là người Bùi Chu – Phát Diệm để người Mỹ huấn luyện. Còn số tiền đó thì dùng để mua một chiếc tàu viễn dương loại tốt. Nhưng, bác sĩ Tuyến lại quan tâm đến việc khác nhiều hơn, nên ông đã dùng 30 triệu để chi cho công việc của Đảng Cần lao và củng cố Tổng liên đoàn lao động của Bùi Lượng để chống lại Tổng liên đoàn lao công của Trần Quốc Bửu do Mỹ khống chế. Số tiền còn lại đi mua tàu, bị Phòng 4 ăn bớt một ít, người đi mua ăn bớt một ít nữa, nên chỉ mua được một chiếc tàu cũ nát không ra gì.
Sau chương trình đó, Mỹ vẫn nhận được tin tức về miền Bắc, nhưng đùng một cái người Mỹ sinh nghi. Bởi họ kiểm tra những tin tức đó, thấy không phải gửi trực tiếp từ Hà Nội mà lấy từ người của Trần Kim Tuyến ở Lào và Campuchia. Được một thời gian, người Mỹ yêu cầu kiểm soát chương trình này. Để đối phó, Trần Kim Tuyến tạo sự cố cho tàu nổ luôn ngoài khơi, cho phép thuyền trưởng và thuyền phó nhảy trước khỏi tàu để thoát nạn.